# Фармінгтон (переписна місцевість, Нью-Гемпшир)
Фармінгтон (англ. Farmington) — переписна місцевість (CDP) в США, в окрузі Страффорд штату Нью-Гемпшир. Населення — 3824 особи (2020).

## Географія
Фармінгтон розташований за координатами 43°24′0″ пн. ш. 71°4′22″ зх. д. / 43.40000° пн. ш. 71.07278° зх. д. (43.399884, -71.072670).  За даними Бюро перепису населення США в 2010 році переписна місцевість мала площу 16,53 км², уся площа — суходіл.

## Демографія
Згідно з переписом 2010 року, у переписній місцевості мешкало 3885 осіб у 1510 домогосподарствах у складі 1000 родин. Густота населення становила 235 осіб/км².  Було 1645 помешкань (99/км²).
Расовий склад населення:
| - 96,4 % — білих - 0,7 % — азіатів - 0,4 % — чорних або афроамериканців - 0,3 % — корінних американців - 0,2 % — вихідців з тихоокеанських островів |

До двох чи більше рас належало 1,9 %. Частка іспаномовних становила 0,9 % від усіх жителів.
За віковим діапазоном населення розподілялося таким чином: 24,5 % — особи молодші 18 років, 64,0 % — особи у віці 18—64 років, 11,5 % — особи у віці 65 років та старші. Медіана віку мешканця становила 37,6 року. На 100 осіб жіночої статі у переписній місцевості припадало 96,7 чоловіків;  на 100 жінок у віці від 18 років та старших — 93,7 чоловіків також старших 18 років.
Середній дохід на одне домашнє господарство  становив 60 129 доларів США (медіана — 36 136), а середній дохід на одну сім'ю — 70 987 доларів (медіана — 48 028). За межею бідності перебувало 15,5 % осіб, у тому числі 29,3 % дітей у віці до 18 років та 3,0 % осіб у віці 65 років та старших.
Цивільне працевлаштоване населення становило 1780 осіб. Основні галузі зайнятості: виробництво — 22,8 %, освіта, охорона здоров'я та соціальна допомога — 21,0 %, роздрібна торгівля — 12,3 %, транспорт — 11,0 %.